# Football Club Honka
Il Football Club Honka è una società calcistica finlandese con sede nella città di Espoo. Fondato nel 1957, ha vinto una volta la coppa di Finlandia e due volte la coppa di lega.

## Storia
Fondato nel 1957 a Tapiola, municipalità di Espoo, come sezione calcio della polisportiva Tapion Honka. Nel 1969 il Tapion Honka raggiunse la finale di Suomen Cup, venendo però sconfitto dall'Haka per 2-0. Nel 1975 la polisportiva si divise in tre diversi gruppi, tra cui la sezione calcio che assunse la denominazione Football Club Honka. Molto conosciuto in patria per il suo vastissimo settore giovanile, il club militò nelle categorie inferiori del campionato finlandese di calcio per lunghi anni. Nei primi anni novanta la squadra era scesa fino in quarta divisione, la Kolmonen, per poi risalire in Ykkönen, la seconda serie, nel giro di un paio di anni nel 1996. Giocò in Ykkönen per dieci stagioni consecutive, andando anche incontro al rischio di bancarotta nei primi anni del 2000. Nel 2005, a seguito di un cambio di dirigenza e con l'arrivo in panchina di Mika Lehkosuo, la situazione migliorò. Al termine dello stesso anno, il primo sotto la nuova gestione, l'Honka vinse agevolmente il campionato di Ykkönen, ottenendo per la prima volta la promozione in Veikkausliiga. Inoltre, riuscì anche a raggiungere la semifinale della Suomen Cup, perdendo per 1-0 contro l'Haka.
Nel 2006, all'esordio in Veikkausliiga, l'Honka terminò al quarto posto ottenendo la possibilità di partecipare alla Coppa Intertoto 2007, nella quale venne eliminato al secondo turno dall'Aalborg. Si ripeté al quarto posto anche nella stagione 2007, ed arrivò in finale della Suomen Cup, perdendo ai tiri di rigore contro il Tampere United. Avendo il Tampere United vinto il campionato 2007, l'Honka ottenne l'accesso alla Coppa UEFA 2008-2009. Nella competizione europea superò i primi due turni eliminatori, battendo prima gli islandesi dell'ÍA e poi i norvegesi del Viking, ma venne eliminato nel terzo turno dagli spagnoli del Racing Santander. Nel 2008 raggiunse nuovamente la finale di Suomen Cup senza riuscire a conquistarla, perdendo contro l'HJK dopo i tempi supplementari. Nel 2008 terminò al secondo posto in Veikkausliiga, ostacolando fino all'ultima gara l'Inter Turku, e guadagnando la partecipazione in UEFA Europa League 2009-2010 (ex Coppa UEFA). In Europa League iniziò dal secondo turno eliminatorio, battendo i gallesi del Bangor City, ma venne poi sconfitto ed eliminato nel turno successivo dalla squadra azera del Qarabağ. Nel 2009 concluse nuovamente al secondo posto in Veikkausliiga, con un distacco di soli 3 punti dalla capolista HJK. Nel 2010 arrivò la conquista del primo trofeo, la Liigacup, conquistata battendo in finale l'HJK dopo i tiri di rigore. In campionato concluse al quarto posto, dopo che nelle ultime quattro giornate aveva conquistato un solo punto, venendo così rimontato e superato dal KuPS e dal TPS. Nel 2011 vinse nuovamente la Liigacup, vincendo la finale per 3-0 sul Tampere United, e in campionato concluse al quarto posto, senza però guadagnare l'accesso alla UEFA Europa League. Nel 2012 al quarto tentativo conquistò la Suomen Cup: nella finale giocata al Sonera Stadium di Helsinki vinse per 1-0 sul KuPS grazie alla rete realizzata da Antti Mäkijärvi, vincendo la coppa per la prima volta. Dopo aver concluso la Veikkausliiga 2013 al secondo posto, l'Honka concluse la Veikkausliiga 2014 all'undicesimo e penultimo posto. Al termine della stagione 2014, a causa di problemi finanziari, l'Honka non ottenne la licenza di partecipazione alla Veikkausliiga per la stagione successiva e dovette, quindi, ripartire dalla Kakkonen, terza divisione nazionale. Nel 2015, alla prima stagione in Kakkonen, l'Honka vinse il suo girone, ma fu sconfitto nello spareggio promozione dal KPV. L'anno successivo vinse nuovamente il suo girone di Kakkonen e poi vinse lo spareggio promozione, venendo così promosso in Ykkönen.

## Colori sociali
- 1° divisa: maglia nera, calzoncini neri, calzettoni neri.
- 2° divisa: maglia gialla, calzoncini neri, calzettoni gialli.

## Stadio
Il Football Club Honka gioca le partite casalinghe allo stadio Tapiolan Urheilupuisto, che ha una capacità di 5 000 posti.

## Palmarès

### Competizioni nazionali
- Liigacup: 3 :

2010, 2011, 2022
- Suomen Cup: 1 :

2012
- Ykkönen: 1

2005
- Kakkonen: 3

1978, 2015, 2016

### Altri piazzamenti
- Veikkausliiga:

Secondo posto: 2008, 2009, 2013
Terzo posto: 2019, 2022
- Suomen Cup:

Finalista: 1969, 2007, 2008, 2023
Semifinalista: 2009, 2016-2017, 2017-2018, 2021
- Liigacup:

Semifinalista: 2008
- Ykkönen:

Secondo posto: 2017

## Record e curiosità
- Vittoria più larga in campionato: 9-0 contro il RoPS, 2009
- Peggior sconfitta in campionato: 3-0 contro il HJK, 2006
- Maggior numero di spettatori: 9 106 contro il Racing Santander, 2008
- Maggior numero di spettatori in campionato: 6 657 contro il HJK, 2007

## Organico

### Rosa 2023
Rosa aggiornata al 16 novembre 2023.
| N. |                        | Ruolo | Calciatore        |
| -- | ---------------------- | ----- | ----------------- |
| 1  | Finlandia (bandiera)   | P     | Markus Uusitalo   |
| 3  | Finlandia (bandiera)   | D     | Tapio Heikkilä    |
| 4  | Finlandia (bandiera)   | D     | Robert Ivanov     |
| 5  | Finlandia (bandiera)   | D     | Henri Aalto       |
| 6  | Finlandia (bandiera)   | C     | Jerry Voutilainen |
| 7  | Finlandia (bandiera)   | D     | Jonas Levänen     |
| 8  | Spagna (bandiera)      | C     | Javi Hervás       |
| 9  | Germania (bandiera)    | A     | Johannes Wurtz    |
| 10 | Brasile (bandiera)     | C     | Lucas Kaufmann    |
| 13 | Stati Uniti (bandiera) | P     | Tim Murray        |
| 14 | Spagna (bandiera)      | A     | Borjas Martín     |
| 15 | Finlandia (bandiera)   | C     | Otto Ollikainen   |

| N. |                      | Ruolo | Calciatore         |
| -- | -------------------- | ----- | ------------------ |
| 16 | Finlandia (bandiera) | D     | Konsta Rasimus     |
| 18 | Finlandia (bandiera) | A     | Elmo Heinonen      |
| 19 | Finlandia (bandiera) | A     | Arlind Sejdiu      |
| 21 | Finlandia (bandiera) | D     | Ville Koski        |
| 24 | Ghana (bandiera)     | D     | Nasiru Banahene    |
| 26 | Finlandia (bandiera) | D     | Dani Hatakka       |
| 33 | Finlandia (bandiera) | C     | Duarte Tammilehto  |
| 80 | Gambia (bandiera)    | A     | Demba Savage       |
| 99 | Senegal (bandiera)   | A     | Macoumba Kandji    |
|    | Ghana (bandiera)     | D     | Edmund Arko-Mensah |
|    | Ghana (bandiera)     | D     | Mohammed Adams     |
|    | Finlandia (bandiera) | D     | Juhani Ojala       |